# Trollius farreri
Trollius farreri är en ranunkelväxtart som beskrevs av Otto Stapf. Trollius farreri ingår i släktet smörbollssläktet, och familjen ranunkelväxter. Utöver nominatformen finns också underarten T. f. major.